# رولف دوبلی
رولف دوبلی، متولد سال ۱۹۶۶، نویسنده، رمان‌نویس و کارآفرین سوئیسی است. او فارغ‌التحصیل ام‌بی‌ای و دکتری فلسفهٔ اقتصاد از دانشگاه سنت گالن سوئیس است.
دوبلی از مؤسسان getAbstract، پلتفرم فراهم آورندهٔ خلاصهٔ کتاب و همچنین بنیاد World Minds است.
او به خاطر تألیف کتاب هنر شفاف اندیشیدن در سال ۲۰۱۳ به شهرت بالایی دست یافت.
کتاب های رولف دوبلی که در ایران ترجمه شده اند شامل هنر شفاف اندیشیدن، هنر خوب زندگی کردن و پی گیر اخبار نباشید است.